# Clonazepam
O clonazepam, vendido sob a marca Rivotril, é um medicamento usado para prevenir e tratar convulsões, transtorno do pânico, transtornos de ansiedade e o distúrbio do movimento conhecido como acatisia. É um tranquilizante da classe dos benzodiazepínicos. Possui propriedades ansiolíticas, anticonvulsivantes, sedativas, hipnóticas e relaxantes musculares esqueléticas. Normalmente é tomado por via oral. Os efeitos começam dentro de uma hora e duram entre seis e doze horas.
Os efeitos colaterais comuns incluem sonolência, má coordenação e agitação. O uso a longo prazo pode resultar em tolerância, dependência e sintomas de abstinência se interrompido abruptamente. A dependência ocorre em um terço das pessoas que tomam clonazepam por mais de quatro semanas. Existe um risco aumentado de suicídio, particularmente em pessoas que já estão deprimidas. Se usado durante a gravidez, pode resultar em danos ao feto. O clonazepam se liga aos receptores GABAA, aumentando assim o efeito do principal neurotransmissor inibitório ácido γ-aminobutírico (GABA).
O clonazepam foi patenteado em 1960 e começou a ser vendido em 1975 nos Estados Unidos pela Roche. Está disponível como medicamento genérico. Em 2020, foi o 44º medicamento mais prescrito nos Estados Unidos, com mais de 14 milhões de prescrições, e no Brasil classificou-se em uma pesquisa de 2021 da Close-Up como o 41º medicamento mais vendido. Em muitas áreas do mundo, é comumente usado como droga recreativa.

## Usos médicos
O clonazepam é prescrito para tratamento de curto prazo da epilepsia, ansiedade e transtorno do pânico com ou sem agorafobia.

### Convulsões
Clonazepam, como outros benzodiazepínicos, embora seja um tratamento de primeira linha para convulsões agudas, não é adequado para o tratamento de longo prazo de convulsões devido ao desenvolvimento de tolerância aos efeitos anticonvulsivantes.
O clonazepam foi considerado eficaz no tratamento da epilepsia em crianças, e a inibição da atividade convulsiva parece ser alcançada com baixos níveis plasmáticos (ou seja, baixas doses) de clonazepam. Como resultado, o clonazepam às vezes é usado para certas epilepsias infantis raras; no entanto, verificou-se ser ineficaz no controle de espasmos infantis. O clonazepam é prescrito principalmente para o tratamento agudo de epilepsias. O clonazepam demonstrou ser eficaz no controle agudo do estado de mal epiléptico não convulsivo; no entanto, os benefícios tendem a ser transitórios em muitas pessoas, e a adição de fenitoína para um controle duradouro foi necessária nesses pacientes.
Também é aprovado para o tratamento de ausências típicas e atípicas (convulsões), convulsões infantis mioclônicas, convulsões adultas mioclônicas e acinéticas. Um subgrupo de pessoas com epilepsia resistente ao tratamento pode se beneficiar do uso prolongado de clonazepam; o clorazepato pode ser uma alternativa devido ao seu lento início de tolerância.

### Transtornos de ansiedade
- Transtorno de pânico com ou sem agorafobia.[20]
- O clonazepam também foi considerado eficaz no tratamento de outros transtornos de ansiedade, como a fobia social, que no Brasil é autorizada a ser tratada com clonazepam, mas nos Estados Unidos é utilizado off-label.[21][22][23]

A eficácia do clonazepam no tratamento de curto prazo do transtorno do pânico foi demonstrada em ensaios clínicos controlados. Alguns estudos de longo prazo sugeriram um benefício do clonazepam por até três anos sem o desenvolvimento de tolerância, mas esses estudos não foram controlados por placebo. O clonazepam também é eficaz no tratamento da mania aguda.

### Distúrbios musculares
A síndrome das pernas inquietas pode ser tratada com clonazepam como uma opção de tratamento de terceira linha, pois o uso de clonazepam para essa indicação ainda está em fase de investigação. O bruxismo também responde ao clonazepam a curto prazo. O distúrbio comportamental do sono de movimento rápido dos olhos responde bem a baixas doses de clonazepam.
- O tratamento da acatisia aguda e crônica induzida por neurolépticos, também chamados de antipsicóticos.[29][30]
- Espasticidade relacionada à esclerose lateral amiotrófica.[31]
- Síndrome de abstinência alcoólica.[32]

### Outros usos
- Os benzodiazepínicos, como o clonazepam, às vezes são usados para o tratamento de mania ou agressão induzida por psicose aguda. Nesse contexto, os benzodiazepínicos são administrados isoladamente ou em combinação com outros medicamentos de primeira linha, como lítio, haloperidol ou risperidona.[33][34] A eficácia de tomar benzodiazepínicos junto com medicação antipsicótica é desconhecida, e mais pesquisas são necessárias para determinar se os benzodiazepínicos são mais eficazes do que os antipsicóticos quando a sedação urgente é necessária.[34]
- Hiperecplexia.[35]
- Muitas formas de parassonia e outros distúrbios do sono são tratados com clonazepam.[36]
- Não é eficaz na prevenção de enxaquecas.[37]

## Contraindicações
- Coma.
- Transtorno de uso de álcool atual.
- Transtorno atual por uso de substâncias.
- Depressão respiratória.[38]

## Efeitos adversos
Em setembro de 2020, a Food and Drug Administration (FDA) dos EUA exigiu que o aviso na caixa (um aviso posto nas caixas dos medicamentos dos Estados Unidos) fosse atualizado para todos os medicamentos benzodiazepínicos para descrever os riscos de abuso, uso indevido, vício, dependência física e reações de abstinência de forma consistente em todos os medicamentos da classe.

### Comum
- Sedação.[40]
- Euforia.[23]
- Deficiência motora.[23]
- Dor de cabeça.[23]
- Déficit momentâneo de cognição.[23]

### Incomum
- Confusão.[3]
- Irritabilidade e agressividade.[41]
- Agitação psicomotora.[42]
- Falta de motivação.[43]
- Perda de libido.
- Função motora prejudicada.[vago]

- Coordenação prejudicada.
- Equilíbrio prejudicado.
- Tontura.

Deficiências cognitivas.
- Alucinações.[45]
- Perda de memória de curto prazo.[46]
- Amnésia (comum com doses mais altas).[47]

Alguns usuários relatam sintomas de ressaca de sonolência, dores de cabeça, lentidão e irritabilidade ao acordar se o medicamento foi tomado antes de dormir. Provavelmente, isso é resultado da longa meia-vida do medicamento, que continua afetando o usuário após o despertar. Enquanto os benzodiazepínicos induzem o sono, eles tendem a reduzir a qualidade do sono suprimindo ou interrompendo o sono REM. Após o uso regular, pode ocorrer insônia rebote com a descontinuação do clonazepam.
Os benzodiazepínicos podem causar ou piorar a depressão.

### Ocasional
- Disforia.[53]
- Indução de convulsões[54][55] ou aumento da frequência de convulsões.[56]
- Mudanças de personalidade.[57]
- Distúrbios comportamentais.[58]
- Ataxia.[3]

### Raro
- Suicídio por desinibição.[4]
- Psicose.[59]
- Incontinência.[60][61][62]
- Danos no fígado.[63]
- Desinibição comportamental paradoxal.[3][64] (mais frequentemente em crianças, idosos e pessoas com deficiências de desenvolvimento)
  - Fúria.
  - Excitação.
  - Impulsividade.

Os efeitos a longo prazo do clonazepam podem incluir depressão, desinibição e disfunção sexual.

### Sonolência
Clonazepam, como outros benzodiazepínicos, pode prejudicar a capacidade de dirigir ou operar máquinas. Os efeitos depressores do sistema nervoso central da droga podem ser intensificados pelo consumo de álcool e, portanto, o álcool deve ser evitado enquanto estiver tomando este medicamento. Os benzodiazepínicos demonstraram causar dependência. Os pacientes dependentes de clonazepam devem ser lentamente desmamados sob a supervisão de um profissional de saúde qualificado para reduzir a intensidade dos sintomas de abstinência ou rebote.

### Relacionado à retirada
- Ansiedade.
- Irritabilidade.
- Insônia.
- Tremores.
- Dores de cabeça.
- Dor de estômago
- Alucinações
- Pensamentos ou impulsos suicidas
- Depressão
- Fadiga
- Tontura
- Suor.
- Confusão
- Potencial para exacerbar o transtorno de pânico existente após a descontinuação.
- ConvulsõesLockard JS, Levy RH, Congdon WC, DuCharme LL, Salonen LD (dezembro de 1979). «Clonazepam in a focal-motor monkey model: efficacy, tolerance, toxicity, withdrawal, and management». Epilepsia. 20 (6): 683–695. PMID 115680. doi:10.1111/j.1528-1157.1979.tb04852.x</ref> semelhantes ao delirium tremens (com uso prolongado de doses excessivas)

Os benzodiazepínicos, como o clonazepam, podem ser muito eficazes no controle do estado de mal epiléptico, mas, quando usados por períodos mais longos, alguns efeitos colaterais potencialmente graves podem ocorrer, como interferência nas funções cognitivas e no comportamento. Muitos indivíduos tratados a longo prazo desenvolvem uma dependência. A dependência fisiológica foi demonstrada pela abstinência precipitada por flumazenil. O uso de álcool ou outros depressores do SNC durante o tratamento com clonazepam intensifica muito os efeitos (e efeitos colaterais) da droga. A recorrência dos sintomas da doença subjacente deve ser separada dos sintomas de abstinência.

### Tolerância e abstinência
Como todos os benzodiazepínicos, o clonazepam é um modulador alostérico GABA-positivo. Um terço dos indivíduos tratados com benzodiazepínicos por mais de quatro semanas desenvolve dependência da droga e experimenta uma síndrome de abstinência após a redução da dose. Alta dosagem e uso prolongado aumentam o risco e a gravidade da dependência e dos sintomas de abstinência. Crises de abstinência e psicose podem ocorrer em casos graves de abstinência, e ansiedade e insônia podem ocorrer em casos menos graves de abstinência. Uma redução gradual na dosagem reduz a gravidade da síndrome de abstinência de benzodiazepínicos. Devido aos riscos de tolerância e convulsões de abstinência, o clonazepam geralmente não é recomendado para o tratamento de longo prazo de epilepsias. Aumentar a dose pode superar os efeitos da tolerância, mas pode ocorrer tolerância à dose mais alta e os efeitos adversos podem se intensificar. O mecanismo de tolerância inclui dessensibilização do receptor, regulação negativa, desacoplamento do receptor e alterações na composição da subunidade e na codificação da transcrição do gene. A tolerância aos efeitos anticonvulsivantes do clonazepam ocorre tanto em animais quanto em humanos. Em humanos, a tolerância aos efeitos anticonvulsivantes do clonazepam ocorre com frequência. O uso crônico de benzodiazepínicos pode levar ao desenvolvimento de tolerância com diminuição dos sítios de ligação dos benzodiazepínicos. O grau de tolerância é mais pronunciado com clonazepam do que com clordiazepóxido. Em geral, a terapia de curto prazo é mais eficaz do que a terapia de longo prazo com clonazepam para o tratamento da epilepsia. Muitos estudos descobriram que a tolerância se desenvolve às propriedades anticonvulsivantes do clonazepam com o uso crônico, o que limita sua eficácia a longo prazo como anticonvulsivante. A retirada abrupta ou muito rápida do clonazepam pode resultar no desenvolvimento da síndrome de abstinência de benzodiazepínicos, causando psicose caracterizada por manifestações disfóricas, irritabilidade, agressividade, ansiedade e alucinações. A retirada repentina também pode induzir a condição potencialmente fatal, estado de mal epiléptico. Drogas antiepilépticas, benzodiazepínicos como clonazepam em particular, devem ser reduzidas na dose lenta e gradualmente ao descontinuar a droga para mitigar os efeitos de abstinência. A carbamazepina foi testada no tratamento da abstinência de clonazepam, mas foi considerada ineficaz na prevenção da ocorrência de estado de mal epiléptico induzido pela abstinência de clonazepam.

### Overdose
- Dificuldade em ficar acordado.
- Confusão mental
- Funções motoras prejudicadas
  - Reflexos prejudicados
  - Coordenação prejudicada
  - Equilíbrio prejudicado
  - Tontura
- Depressão respiratória
- Pressão sanguínea baixa
- Coma

O coma pode ser cíclico, com o indivíduo alternando de um estado comatoso para um estado de consciência hiperalerta, o que ocorreu em um menino de quatro anos que sofreu overdose de clonazepam. A combinação de clonazepam e certos barbitúricos (por exemplo, amobarbital), nas doses prescritas, resultou em uma potencialização sinérgica dos efeitos de cada droga, levando a depressão respiratória grave.

### Detecção em fluidos biológicos
O clonazepam e o 7-aminoclonazepam podem ser quantificados no plasma, soro ou sangue total para monitorar a adesão daqueles que recebem o medicamento terapeuticamente. Os resultados desses testes podem ser usados para confirmar o diagnóstico em potenciais vítimas de envenenamento ou para auxiliar na investigação forense em caso de superdosagem fatal. Tanto a droga original quanto o 7-aminoclonazepam são instáveis em biofluidos e, portanto, as amostras devem ser preservadas com fluoreto de sódio, armazenadas na temperatura mais baixa possível e analisadas rapidamente para minimizar as perdas.

### Precauções especiais
Os idosos metabolizam os benzodiazepínicos mais lentamente do que os jovens e também são mais sensíveis aos efeitos dos benzodiazepínicos, mesmo em níveis semelhantes no plasma sanguíneo. Recomenda-se que as doses para idosos sejam cerca de metade daquelas administradas a adultos mais jovens e não devem ser administradas por mais de duas semanas. Os benzodiazepínicos de ação prolongada, como o clonazepam, geralmente não são recomendados para idosos devido ao risco de acúmulo da droga. Os idosos são especialmente suscetíveis ao aumento do risco de danos causados por deficiências motoras e efeitos colaterais do acúmulo de drogas. Os benzodiazepínicos também requerem precaução especial se usados por indivíduos que possam estar grávidas, dependentes de álcool ou drogas ou que possam ter transtornos psiquiátricos comórbidos. Clonazepam geralmente não é recomendado para uso em idosos para insônia devido à sua alta potência em relação a outros benzodiazepínicos. Clonazepam não é recomendado para uso em menores de 18 anos. O uso em crianças muito pequenas pode ser especialmente perigoso. Das drogas anticonvulsivantes, os distúrbios comportamentais ocorrem mais frequentemente com clonazepam e fenobarbital. Doses superiores a 0,5–1 mg por dia estão associados a sedação significativa. Clonazepam pode agravar a porfiria hepática. Clonazepam não é recomendado para pacientes com esquizofrenia crônica. Um estudo duplo-cego, controlado por placebo, de 1982, descobriu que o clonazepam aumenta o comportamento violento em indivíduos com esquizofrenia crônica. O clonazepam tem eficácia semelhante a outros benzodiazepínicos, geralmente em doses mais baixas.

## Interações
O clonazepam diminui os níveis de carbamazepina, e, da mesma forma, o nível de clonazepam é reduzido pela carbamazepina. Os antifúngicos azólicos, como o cetoconazol, podem inibir o metabolismo do clonazepam. Clonazepam pode afetar os níveis de fenitoína (difenilhidantoína). Por sua vez, a fenitoína pode diminuir os níveis plasmáticos de clonazepam, aumentando a velocidade de depuração do clonazepam em aproximadamente 50% e diminuindo sua meia-vida em 31%. Clonazepam aumenta os níveis de primidona e fenobarbital. O uso combinado de clonazepam com certos antidepressivos, anticonvulsivantes (como fenobarbital, fenitoína e carbamazepina), anti- histamínicos sedativos, opiáceos e antipsicóticos, não benzodiazepínicos (como zolpidem) e álcool pode resultar em efeitos sedativos intensificados.

## Gravidez
Existem algumas evidências médicas de várias malformações (por exemplo, deformações cardíacas ou faciais quando usado no início da gravidez); no entanto, os dados não são conclusivos. Os dados também são inconclusivos sobre se os benzodiazepínicos, como o clonazepam, causam déficits de desenvolvimento ou diminuição do QI no feto em desenvolvimento quando tomados pela mãe durante a gravidez. O clonazepam, quando usado no final da gravidez, pode resultar no desenvolvimento de uma grave síndrome de abstinência de benzodiazepínicos no recém-nascido. Os sintomas de abstinência de benzodiazepínicos no recém-nascido podem incluir hipotonia, crises apneicas, cianose e respostas metabólicas prejudicadas ao estresse pelo frio. O perfil de segurança do clonazepam durante a gravidez é menos claro do que o de outros benzodiazepínicos e, se os benzodiazepínicos forem indicados durante a gravidez, o clordiazepóxido e o diazepam podem ser uma escolha mais segura. O uso de clonazepam durante a gravidez só deve ocorrer se os benefícios clínicos forem superiores aos riscos clínicos para o feto. Também é necessária cautela se o clonazepam for usado durante a amamentação. Os possíveis efeitos adversos do uso de benzodiazepínicos como o clonazepam durante a gravidez incluem: aborto espontâneo, malformação, retardo do crescimento intrauterino, déficits funcionais, carcinogênese e mutagênese. A síndrome de abstinência neonatal associada aos benzodiazepínicos inclui hipertonia, hiperreflexia, inquietação, irritabilidade, padrões anormais de sono, choro inconsolável, tremores ou espasmos das extremidades, bradicardia, cianose, dificuldades de sucção, apnéia, risco de aspiração de alimentos, diarreia e vômitos e retardado do crescimento. Essa síndrome pode se desenvolver entre três dias a três semanas após o nascimento e pode durar vários meses. A via pela qual o clonazepam é metabolizado geralmente é prejudicada em recém-nascidos. Se o clonazepam for usado durante a gravidez ou amamentação, recomenda-se que os níveis séricos de clonazepam sejam monitorados e que os sinais de depressão do sistema nervoso central e apnéia também sejam verificados. Em muitos casos, tratamentos não farmacológicos, como terapia de relaxamento, psicoterapia e abstinência de cafeína, podem ser uma alternativa eficaz e mais segura ao uso de benzodiazepínicos para ansiedade em gestantes.

## Farmacologia

### Mecanismo de ação
O clonazepam aumenta a atividade do neurotransmissor inibitório ácido gama-aminobutírico (GABA) no sistema nervoso central, conferindo-lhe efeitos anticonvulsivantes, relaxantes musculares esqueléticos e ansiolíticos. Atua ligando-se ao sítio benzodiazepínico dos receptores GABA, o que aumenta o efeito elétrico da ligação GABA nos neurônios, resultando em um aumento do influxo de íons cloreto nos neurônios. Isso resulta ainda em uma inibição da transmissão sináptica através do sistema nervoso central. Os benzodiazepínicos não têm nenhum efeito sobre os níveis de GABA no cérebro. O clonazepam não tem efeito sobre os níveis de GABA e não tem efeito sobre a transaminase do ácido gama-aminobutírico. No entanto, o clonazepam afeta a atividade da glutamato descarboxilase. Ele difere de outras drogas anticonvulsivantes com as quais foi comparado em um estudo. O principal mecanismo de ação do clonazepam é a modulação da função GABA no cérebro, pelo receptor benzodiazepínico, localizado nos receptores GABAA, que, por sua vez, leva a uma inibição GABAérgica aumentada do disparo neuronal. Os benzodiazepínicos não substituem o GABA, mas aumentam o efeito do GABA no receptor GABAA, aumentando a frequência de abertura dos canais de íons cloreto, o que leva a um aumento dos efeitos inibitórios do GABA e à consequente depressão do sistema nervoso central. Além disso, o clonazepam diminui a utilização de 5-HT (serotonina) pelos neurônios e demonstrou ligar-se fortemente aos receptores benzodiazepínicos do tipo central. Como o clonazepam é eficaz em doses baixas de miligramas (0,5 mg de clonazepam = 10 mg de diazepam), diz-se que está entre a classe dos benzodiazepínicos "altamente potentes". As propriedades anticonvulsivantes dos benzodiazepínicos são devidas ao aumento das respostas sinápticas do GABA e à inibição do disparo repetitivo sustentado de alta frequência. Os benzodiazepínicos, incluindo o clonazepam, ligam-se às membranas das células gliais de camundongos com alta afinidade. Clonazepam diminui a liberação de acetilcolina no cérebro felino e diminui a liberação de prolactina em ratos. Os benzodiazepínicos inibem a liberação do hormônio estimulante da tireoide induzido pelo frio (também conhecido como TSH ou tireotropina). Os benzodiazepínicos atuam por meio de sítios de ligação micromolares de benzodiazepínicos como bloqueadores de canais de Ca 2+ e inibem significativamente a absorção de cálcio sensível à despolarização em experimentos com componentes de células cerebrais de ratos. Isso foi conjecturado como um mecanismo para efeitos de altas doses em convulsões no estudo. O clonazepam é um derivado 2'-clorado do nitrazepam, que aumenta sua potência devido ao efeito de atração de elétrons do halogênio na posição orto.

### Farmacocinética
O clonazepam é lipossolúvel, atravessa rapidamente a barreira hematoencefálica e penetra na placenta. É extensivamente metabolizado em metabólitos farmacologicamente inativos, com apenas 2% do fármaco inalterado excretado na urina. O clonazepam é extensivamente metabolizado via nitrorredução pelas enzimas do citocromo P450, incluindo CYP3A4. Eritromicina, claritromicina, ritonavir, itraconazol, cetoconazol, nefazodona, cimetidina e suco de toranja são inibidores do CYP3A4 e podem afetar o metabolismo dos benzodiazepínicos. Tem uma meia-vida de eliminação de 19 a 60 horas. Concentrações sanguíneas máximas de 6,5–13,5 ng/mL foram geralmente alcançados dentro de 1-2 horas após uma única 2 dose oral de mg de clonazepam micronizado em adultos saudáveis. Em alguns indivíduos, no entanto, as concentrações sanguíneas máximas foram alcançadas em 4 a 8 horas. O clonazepam passa rapidamente para o sistema nervoso central, com níveis no cérebro correspondentes aos níveis de clonazepam não ligado no soro sanguíneo. Os níveis plasmáticos de clonazepam são pouco confiáveis entre os pacientes. Os níveis plasmáticos de clonazepam podem variar até dez vezes entre diferentes pacientes. O clonazepam tem ligação às proteínas plasmáticas de 85%. O clonazepam atravessa facilmente a barreira hematoencefálica, com níveis sanguíneos e cerebrais correspondentes igualmente entre si. Os metabólitos do clonazepam incluem 7-aminoclonazepam, 7-acetaminoclonazepam e 3-hidroxiclonazepam. Esses metabólitos são excretados pelos rins. É eficaz por 6 a 8 horas em crianças e 6 a 12 em adultos.

## Sociedade e cultura

### Uso recreativo
Um estudo do governo dos EUA de 2006 sobre atendimentos em departamentos de emergência (DE) de hospitais constatou que sedativos-hipnóticos eram os medicamentos farmacêuticos mais frequentemente usados (visando abuso) em atendimentos, sendo os benzodiazepínicos responsáveis pela maioria deles. O clonazepam foi o segundo benzodiazepínico mais frequentemente implicado em visitas ao pronto-socorro. O álcool sozinho foi responsável por mais de duas vezes mais atendimentos de emergência do que o clonazepam no mesmo estudo. O estudo examinou o número de vezes que o uso não médico de certas drogas foi implicado em uma consulta de emergência. Os critérios para uso não médico neste estudo foram propositalmente amplos e incluem, por exemplo, abuso de drogas, overdose acidental ou intencional ou reações adversas resultantes do uso legítimo do medicamento.

### Formulações
O clonazepam foi aprovado nos Estados Unidos como medicamento genérico em 1997 e agora é fabricado e comercializado por várias empresas. O clonazepam está disponível na forma de comprimidos e comprimidos de desintegração oral (wafers), solução oral (gotas) e solução injetável ou infusão intravenosa nos Estados Unidos. No Brasil, o clonazepam está disponível em gotas, comprimidos de uso oral e comprimidos de 0,25mg em formulação sublingual.

## Usos criminosos
Em alguns países, o clonazepam é usado por criminosos para subjugar/sedar suas vítimas.

## Nomes de marcas
É comercializado sob o nome comercial Rivotril pela Roche ou por suas subsidiárias/empresas parceiras (no Brasil, a Blanver S.A.) na Argentina, Austrália, Áustria, Bangladesh, Bélgica, Brasil, Bulgária, Canadá, Colômbia, Costa Rica, Croácia, República Tcheca, Dinamarca, Estônia, Alemanha, Hungria, Islândia, Irlanda, Itália, China, México, Holanda, Noruega, Portugal, Peru, Paquistão, Romênia, Sérvia, África do Sul, Coreia do Sul, Espanha, Turquia e Estados Unidos; Emcloz, Linotril, Lonazep e Clonotril na Índia e outras partes da Europa; sob o nome de Riklona na Indonésia e na Malásia; está sob o nome de Klonopin nos Estados Unidos.
Outros nomes, como Antelepsin, Clonoten, Ravotril, Rivotril, Iktorivil, Clonex (Israel), Paxam, Petril, Naze, Zilepam e Kriadex, são usados em todo o mundo. Em agosto de 2021, a Roche Australia transferiu o Rivotril para a Pharmaco Australia Ltd.

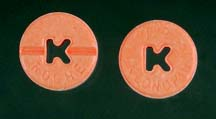
Klonopin 0,5 mg comprimido
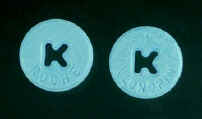
Klonopin 1 mg comprimido
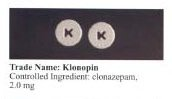
Klonopin 2 mg comprimido
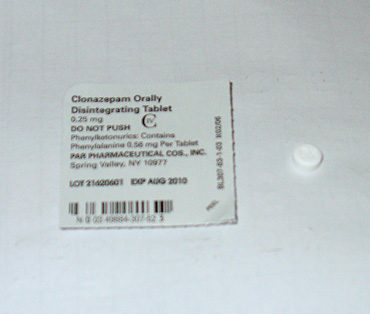
Clonazepam comprimido de desintegração oral, 0,25 mg